# 宮島城
宮島城（みやじまじょう）、または宮島の城山（みやじまのしろやま）は、静岡県藤枝市岡部町宮島にあった中世の日本の城（山城）。

## 概要
駿河・朝比奈氏の詰城とされる朝比奈城の北西で、朝比奈川を挟んだ対岸の標高337メートルの「城山」山頂にある。
山頂の「千畳敷」と呼ばれる一辺90メートル以上の三角形の平坦地を本曲輪とし、周囲の尾根筋にみられる平坦地や段状地も曲輪（腰曲輪）としていたとされるが、現状では土塁や竪堀など、積極的に城郭遺構として断定できるものは見られず、尾根筋の両サイドを細く削った「一騎駆け」と呼ばれる南北朝時代に多い遺構が一か所だけ確認されるという。
当山が「城山」という以外に文献史料に記録がなく、南北朝以降に朝比奈氏が築城し、同氏が掛川に移ったのちに廃城になったとされるが、根拠が不明確との指摘がある。